# Federazione calcistica dell'Asia occidentale
La West Asian Football Federation (in italiano Federazione calcistica dell'Asia occidentale), meglio nota con l'acronimo WAFF, è una federazione calcistica internazionale che racchiude alcune federazioni nazionali dell'Asia occidentale.

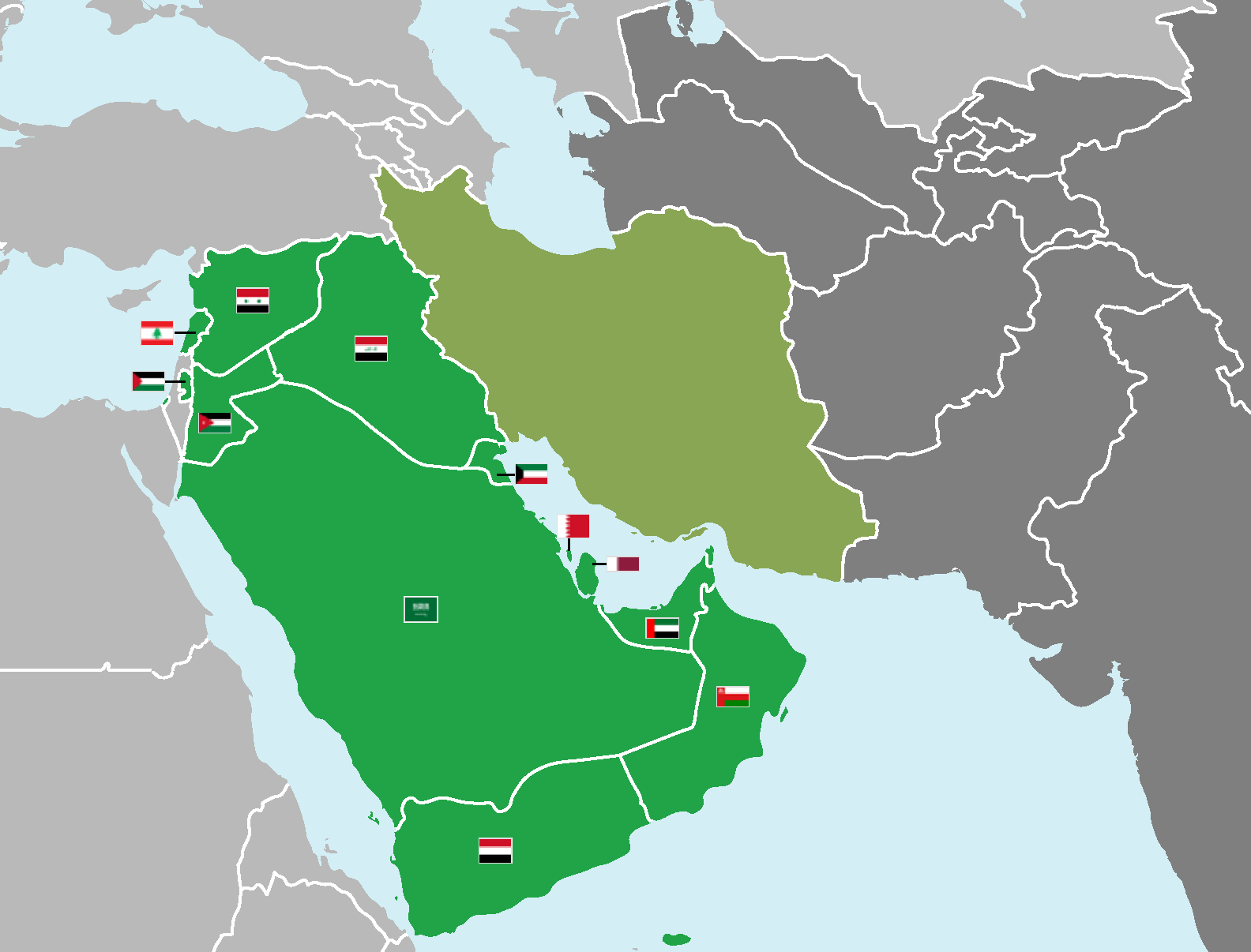
Mebri della WAFF

## Storia
La WAFF è stata istituita nel 2000 e i suoi membri fondatori della Federazione furono Giordania, Iraq, Libano, Palestina, Siria e Iran, il quale era già membro della SAFF dal 1997. Nel 2009 si aggiunsero Qatar, Emirati Arabi Uniti e Yemen, mentre nel 2010 si sono uniti Arabia Saudita, Bahrain, Kuwait e Oman. Nel 2014 l'Iran è uscita dalla WAFF per creare, insieme all'Afghanistan (membro della SAFF assieme all'Iran) e a quattro federazioni dei paesi dell'Asia centrale, la Central Asian Football Federation, la federazione calcistica dell'Asia centrale.

## Componenti attuali
Le nazionali di calcio che attualmente giocano sotto l'egida della WAFF sono:
- Arabia Saudita
- Bahrein
- Emirati Arabi Uniti
- Giordania
- Iraq
- Kuwait
- Libano
- Oman
- Palestina
- Qatar
- Siria
- Yemen

## Competizioni
Il torneo più importante organizzato dalla WAFF è il Campionato di calcio della federazione calcistica dell'Asia occidentale, torneo regionale di calcio maschile la cui prima edizione è stata disputata nel 2000 e che ha visto fra i suoi partecipanti anche altre squadre mediorientali non facenti parte della WAFF, in qualità di invitate.
Altre competizioni gestite dalla WAFF sono il Campionato di calcio femminile, il Campionato di calcio maschile under-15, il Campionato di calcio a 5 maschile e il Campionato di calcio a 5 femminile.